# تریی مائه وا رئوا دوم
تریی-مائه وا-رئوا دوم 
(به تاهیتیایی: Teri'i-maeva-rua II)، که در هنگام تولد شاهدخت مائه وارئوا پوماره 
(به تاهیتیایی: Maevarua Pōmare) نام داشت، (متولد: ۲۳ مه ۱۸۴۱ - درگذشته ۱۲ فوریه ۱۸۷۳) ملکه بورا بورا از سال ۱۸۶۰ تا زمان فوت وی در سال ۱۸۷۳ بود.
تریی-مائه وا-رئوا دوم دختر ملکه تاهیتی پوماره چهارم و از خاندان سلطنتی تاهیتی دودمان پوماره بود. وی توسط تاپوآ دوم پادشاه بورا بورا که فاقد فرزند بود به فرزند خواندگی پذیرفته شد. او عنوان ولیعهدی پادشاهی بورا بورا را دریافت نمود، مشروط بر اینکه از حقوق خود بر تاج و تخت تاهیتی چشم پوشی نماید.
تریی مائه وا رئوا دوم در سال ۱۸۵۰، تاهیتی را ترک نموده تا به سرزمینی که می‌بایست در آینده در آنجا فرمانروایی نماید، نقل مکان کند. و در آنجا پس از مرگ پدر خوانده اش به سلطنت رسید.
وی در ۱۲ فوریه ۱۹۷۳ درگذشت. و دخترخوانده اش تریی مائه وا رئوا سوم، که از ۱۸۷۳ تا ۱۹ مارس ۱۸۸۸ سلطنت کرد، به جای او بر تخت پادشاهی بورا بورا نشست.